# Karl Otto Koch
Karl Otto Koch (Darmstadt, 2 de agosto de 1897 - Buchenwald, 5 de abril de 1945) fue un oficial de la Schutzstaffel (SS) que ostentó el rango de SS-Standartenführer durante la Segunda Guerra Mundial. Fue comandante de los campos de concentración nazis de Esterwegen, Buchenwald, Sachsenhausen, y Majdanek, este último situado en la Polonia ocupada.

## Biografía

### Primeros años
Koch nació en Darmstadt, en el entonces existente Gran Ducado de Hesse. En 1916 se unió voluntariamente al Ejército Imperial y combatió en el Frente Occidental hasta 1918, cuando fue capturado por los británicos. Durante el resto de la contienda, hasta 1919, estuvo en un campo de prisioneros, antes de ser repatriado a Alemania. Koch se casó por primera vez en 1924 y tuvo un hijo. Este matrimonio terminó en un divorcio en 1931 debido a su infidelidad. Ese mismo año, Karl Otto Koch se unió al Partido Nazi y a la Schutzstaffel (SS). 

### Servicio en las SS
Koch prestó servicio en varios SS-Standarten hasta el 13 de junio de 1935, cuando se convirtió en comandante del Campo de concentración de Columbia, situado en Berlín-Tempelhof. En abril de 1936 fue asignado al campo de Esterwegen y cuatro meses después pasó a dirigir el de Sachsenhausen. El 1 de agosto de 1937 se le dio el mando del nuevo Campo de concentración de Buchenwald. En septiembre de 1941 fue transferido al Campo de concentración de Majdanek, que estaba destinado para prisioneros de guerra. Esto se debió en buena medida a una investigación policial por acusaciones de conducta impropia en Buchenwald, que incluían corrupción, fraude, malversación de fondos, embriaguez, delitos sexuales y asesinato. Koch dirigió el campo de Majdanek durante un año, hasta que fue relevado de su puesto cuando se conoció del escape de 86 prisioneros soviéticos bajo su custodia en Majdanek en agosto de 1942.
El 25 de mayo de 1936, Koch se casó con Ilse Köhler, con quien tuvo un hijo y dos hijas. Más tarde, Köhler se haría conocida como «La bruja de Buchenwald» o «La perra de Buchenwald» (Die Hexe von Buchenwald). Cuando Koch fue destinado a Buchenwald, Ilse fue nombrada supervisora (Oberaufseherin) por las SS y, por tanto, tuvo un rol activo y oficial en las atrocidades cometidas allí. La acusación más famosa contra Ilse Koch fue que seleccionó prisioneros con tatuajes para ser asesinados, con la finalidad de que su piel fuera utilizada para fabricar pantallas de lámparas para su casa; sin embargo, nadie pudo testificar haber visto tales lámparas durante el juicio de Ilse.

### Detención y fusilamiento
Las acciones de Koch en Buchenwald llamaron la atención del SS-Obergruppenführer Josías de Waldeck-Pyrmont ya en 1941. Waldeck investigó la muerte del Dr. Walter Krämer, médico de Buchenwald, al que conocía de haber tratado con él anteriormente. Descubrió que había sido asesinado por orden de Koch ya que Krämer lo había tratado por sífilis y el entonces comandante de Buchenwald temió que esta información saliera a la luz. El 20 de agosto de 1942, Koch fue depuesto del cargo.
En el transcurso de las investigaciones hechas también por el juez de las SS Konrad Morgen, entre 1942 y 1943, estas revelaron que Koch no solo había malversado cuantiosas sumas de dinero de las SS, sino que además había robado propiedades de los prisioneros y había ejecutado numerosas órdenes de asesinato contra otros prisioneros del campo. Waldeck-Pyrmont arrestó a Koch el 24 de agosto de 1943, lo puso a disposición de un tribunal de las SS, siendo juzgado y condendo a muerte. Fue fusilado finalmente en el mismo Buchenwald pocos días antes de que las fuerzas estadounidenses liberasen el campo, el 5 de abril de 1945.
El 24 de agosto de 1943, Koch fue arrestado nuevamente por la Gestapo en su cuartel oficial en el campo de concentración de Buchenwald por corrupción y el asesinato de tres prisioneros junto con su esposa. La pareja fue llevada a los establos de Weimar. Las detenciones se realizaron con la participación de Konrad Morgen. Después de un intenso interrogatorio, Koch confirmó las acusaciones contra Konrad Morgen. Además, otros miembros del personal de mando y de los guardias fueron arrestados como cómplices, como el ayudante de Koch, Hermann Hackmann, el jefe del bloque de detención, Martin Sommer, el médico del campo Waldemar Hoven, el SS-Hauptscharführer Johann Blank y Hermann Florstedt. A finales del verano de 1943, testigos potenciales de la acusación fueron tratados en clínicas por síntomas agudos de envenenamiento, como la esposa de Hackmann y el padre de un Unterscharführer de las SS arrestado en el marco de este complejo criminal. Otro testigo, el Hauptscharführer Köhler, fue trasladado desde el búnker de detención de Buchenwald al hospital militar de Weimar con síntomas de envenenamiento, donde murió poco después. A pesar de la autopsia del fallecido y de nuevas investigaciones, inicialmente no se pudo atribuir los envenenamientos a ningún autor ni se pudo demostrar que fueran el resultado de órdenes de Koch. Según una declaración posterior de Eugen Kogon, durante la investigación contra Waldemar Hoven en relación con la muerte de Köhler, cuatro prisioneros de guerra soviéticos recibieron por orden de Morgen la sustancia que se había encontrado en el estómago de Köhler. El experimento criminal terminó con la muerte de los prisioneros en presencia de Morgen, otros dos investigadores y otros testigos. La muerte de los prisioneros convenció a Morgen de la culpabilidad de Hoven por la muerte de Köhler, tras lo cual hizo arrestarlo. Hoven finalmente permaneció encarcelado en Buchenwald durante 18 meses. Más tarde, Sommer confesó haber matado al menos a 40 prisioneros usando Evipan e inyecciones de aire por orden de Hoven. 
Después de que los resultados de la investigación del asunto de corrupción de Buchenwald estuvieran disponibles el 11 de abril de 1944, el 17 de agosto de 1944 se emitió la acusación contra el acusado. En septiembre de 1944, comenzó el juicio contra los acusados ante el “Tribunal de Policía y de las SS” de Kassel, que ahora actuaba como “autoridad especial” para investigar y juzgar crímenes no “autorizados” en campos de concentración. El juicio se celebró a puerta cerrada y se escuchó a un total de 22 testigos, hombres de las SS y prisioneros. El caso contra el matrimonio Koch se tramitó posteriormente por separado. 
“No puedo encontrar una explicación para mis acciones, a menos que mis superiores me hayan malcriado. Todo lo que sugerí e hice fue aprobado. Sólo recibí elogios y laureles. Esto me vino a la cabeza. Me volví megalómano en ese entonces”.
– Karl Otto Koch: Declaración durante el proceso a finales de 1944 -
Los cargos eran corrupción, asesinato y lesiones corporales con resultado de muerte. Las sentencias contra el matrimonio Koch se anunciaron en diciembre de 1944. Koch fue condenado a muerte dos veces por asesinato, posesión de bienes robados, fraude, malversación de fondos e incitación. Otros implicados, Hermann Hackmann y Hermann Florstedt, también fueron condenados a muerte; posiblemente también Hoven. Se dice que Johann Blank se ahorcó en el búnker del campo de concentración de Buchenwald tras su arresto en febrero de 1944. Waldemar Hoven y Martin Sommer salieron de prisión hacia el final de la guerra. Sommer fue enviado al frente en libertad condicional, donde resultó gravemente herido. Ilse Koch fue absuelta en este caso y puesta en libertad. Poco antes del final de la guerra, Karl Otto Koch fue ejecutado el 5 de abril de 1945 por un pelotón de fusilamiento de las SS en el campo de concentración de Buchenwald. Según las memorias escritas de August Bender, que estuvo presente en la ejecución como médico, las últimas palabras de Koch fueron: “¡Muchachos, disparen bien!” Sin embargo, la sentencia de muerte contra Hackmann no se ejecutó. La ejecución de Hermann Florstedt no ha sido probada.